# El Zahir
El Zahir es un cuento del escritor argentino Jorge Luis Borges que integra El Aleph, colección de cuentos y relatos publicada en 1949.
Este cuento fue publicado originalmente en Los Anales de Buenos Aires, año 2, número 17, julio de 1947 (páginas 30-37). Los Anales de Buenos Aires era una revista fundada en 1946 por la institución que llevaba el mismo nombre.
Borges se referiría en muchas ocasiones a este cuento cuando debía explicar el proceso de la escritura. Sostuvo en distintas conferencias que el texto había nacido de una reflexión alrededor de la palabra inglesa unforgettable (inolvidable). ¿Qué sucedería si algo fuera efectivamente inolvidable?, pensaba el escritor, y suponía que en esa circunstancia sería imposible pensar en otra cosa que no fuera el objeto inolvidable.
La palabra Zahir se refiere en el cuento a una expresión de origen árabe que quiere decir notorio, visible, manifiesto. Es uno de los noventa y nueve nombres de Dios del Islam.
El poder que ejerce un objeto sobre las personas es un tópico que Borges retoma en distintas ocasiones a lo largo de su obra. Un ejemplo es el cuento El libro de arena, de 1975, donde también se encuentran otros recursos de El Zahir, como la forma en que se deshace del objeto fantástico.
El cuento comienza con una enumeración de objetos que han sido el Zahir: una moneda de 20 centavos en Buenos Aires, un tigre en Guzerat en el siglo XVIII, un astrolabio en Persia, una brújula en el siglo XIX, una veta en el mármol de un pilar en la aljama de Córdoba, el fondo de un pozo en Tetuán.
La historia es relatada en primera persona; el narrador-protagonista lleva el mismo nombre que el autor empírico (Borges). Dice estar escribiendo esta historia cinco meses después de haber encontrado el Zahir, hecho acaecido un 7 de junio luego de asistir al velorio de Teodelina Villar. Ya en el comienzo del relato se percibe el influjo que el objeto tuvo sobre el personaje.
Teodelina Villar había sido un símbolo de la moda de quien el personaje había estado enamorado. Teodelina representa lo efímero, lo fugaz, que contrasta con lo perenne e inmutable del Zahir.
Borges recibe el Zahir como vuelto por el pago de una bebida alcohólica, una caña; se trata de una moneda de veinte centavos que estudia brevemente y que gradualmente comienza a ocupar su pensamiento. Al día siguiente se deshace de ella al darla en pago de una caña en un almacén distinto, cuyo paradero se esfuerza en ignorar.
Obsesionado por esa moneda, Borges encuentra distintas referencias históricas del Zahir, acompañadas de meditaciones de características místicas o religiosas.
El Zahir irá ocupando cada vez con más intensidad todos sus pensamientos, hasta que llegará el momento en que Borges prevé que dejará de percibir el universo para contemplar únicamente el Zahir.